# Aphalara itadori
Aphalara itadori es una especie de psílido de Japón que se alimenta de Fallopia japonica.
Ha sido autorizada por el Gobierno del Reino Unido para el control biológico de Fallopia japonica en Inglaterra, esta es la primera vez que el control biológico de malezas ha sido sancionado en la Unión Europea.
El nombre específico proviene de Itadori (虎杖,イタドリ?) , el nombre japonés para Aphalara itadori.